# MBK Komárno
O Mládežnícky basketbalový klub Komárno (em português:  Clube Juvenil de Basquetebol Komárno), conhecido também como MBK Rieker Komárno por razões de patrocinadores, é um clube de basquetebol baseado em  Komárno, Eslováquia que atualmente disputa a SBL e a Copa Alpe Ádria. Manda seus jogos no Mestska Sportova Hala com capacidade para 1.475 espectadores.

## Histórico de Temporadas
| Temporada | Nível | Liga | Pos. | J     | PL   | Resultado         | Copa da Eslováquia | Competições internacionais |
| --------- | ----- | ---- | ---- | ----- | ---- | ----------------- | ------------------ | -------------------------- |
| 2007-08   | 1     | SBL  | 6    | 21-23 | 0-3  | Quartas de finais |                    | -                          |
| 2008-09   | 1     | SBL  | 7    | 19-13 | 2-3  | Quartas de finais |                    | -                          |
| 2009-10   | 1     | SBL  | 6    | 18-22 | 1-3  | Quartas de finais |                    | -                          |
| 2010-11   | 1     | SBL  | 4    | 19-17 | 0-3  | Quartas de finais |                    | -                          |
| 2011-12   | 1     | SBL  | 2    | 22-10 | 7-3  | Finalista         | Finalista          | -                          |
| 2012-13   | 1     | SBL  | 2    | 21-11 | 10-4 | Finalista         | Campeão            | -                          |
| 2013-14   | 1     | SBL  | 5    | 18-14 | 4-6  | Semifinalista     | Semifinalista      | -                          |
| 2014-15   | 1     | SBL  | 2    | 29-7  | 11-4 | Campeão           | Finalista          |                            |
| 2015-16   | 1     | SBL  | 3    | 23-9  | 8-4  | Finalista         |                    | 3 Copa Europeia TR         |
| 2016-17   | 1     | SBL  | 5    | 24-16 | 8-7  | Finalista         | Semifinalista      | R Alpe Ádria C             |
| 2017-18   | 1     | SBL  |      |       |      |                   |                    | R Alpe Ádria TR            |

fonte:eurobasket.com

## Títulos
- Liga Eslovaca

Campeões (1): 2014-15
Finalistas (4): 2011-12, 2012-13, 2015-16, 2016-17
- Copa da Eslováquia

Campeões (1): 2013
Finalistas (2): 2012, 2015
- Copa Alpe Ádria

Campeões (1):2016-17